# Rossella Gregorio
Rossella Gregorio (Salerno, 30 de agosto de 1990) es una deportista italiana que compite en esgrima, especialista en la modalidad de sable.
Ganó una medalla de oro en el Campeonato Mundial de Esgrima de 2017 y siete medallas en el Campeonato Europeo de Esgrima entre los años 2013 y 2022. En los Juegos Europeos de Cracovia 2023 consiguió una medalla de plata en la prueba por equipos.
Participó en dos Juegos Olímpicos de Verano, ocupando el cuarto lugar en Río de Janeiro 2016 y el cuarto en Tokio 2020, en la prueba por equipos.

## Palmarés internacional
| Campeonato Mundial | Campeonato Mundial    | Campeonato Mundial | Campeonato Mundial |
| Año                | Lugar                 | Medalla            | Prueba             |
| ------------------ | --------------------- | ------------------ | ------------------ |
| 2017               | Leipzig (Alemania)    | Medalla de oro     | Sable por equipos  |
| Juegos Europeos    |                       |                    |                    |
| Año                | Lugar                 | Medalla            | Prueba             |
| 2023               | Cracovia (Polonia)    | Medalla de plata   | Sable por equipos  |
| Campeonato Europeo |                       |                    |                    |
| Año                | Lugar                 | Medalla            | Prueba             |
| 2013               | Zagreb (Croacia)      | Medalla de bronce  | Sable por equipos  |
| 2014               | Estrasburgo (Francia) | Medalla de bronce  | Sable individual   |
| 2015               | Montreux (Suiza)      | Medalla de bronce  | Sable individual   |
| 2017               | Tiflis (Georgia)      | Medalla de oro     | Sable por equipos  |
| 2017               | Tiflis (Georgia)      | Medalla de plata   | Sable individual   |
| 2022               | Antalya (Turquía)     | Medalla de plata   | Sable individual   |
| 2022               | Antalya (Turquía)     | Medalla de plata   | Sable por equipos  |